# Трасандино
«Трасандино» (исп. Club Deportivo Trasandino de Los Andes) — чилийский футбольный клуб из города Лос-Андес. В настоящий момент он выступает в Сегунде Дивисьон, третьем по силе дивизионе страны.
Клуб был основан 27 апреля 1906 года.
«Трасандино» играл свои домашние матчи на стадионе Рехиональ де Лос Андес в Лос-Андесе, вмещающем 2 800 зрителей.

## Достижения
- Второй дивизион: 1

1985

## Клубные факты
- Сезонов в Примере: 3 (1983-1984, 1986)
- Сезонов в Примере B: 33 (1952-1969, 1974-1982, 1985, 1987-1991)
- Сезонов в Сегунде Дивисьон: 2 (2013-)
- Сезонов в Терсере Дивисьон: 21 (1992-2012)